# Das verhängnisvolle Dreieck
Das verhängnisvolle Dreieck. Rasse, Ethnie, Nation ist eine Sammlung von drei 2017 postum unter dem Titel The Fateful Triangle. Race, Ethnicity, Nation herausgegebenen Vorlesungen, den “Du Bois Lectures”, die Stuart Hall im April 1994 in Harvard gehalten hat. Für Hall ließ sich das „Leben mit Differenz“, „das Problem des einundzwanzigsten Jahrhunderts“, nur mit der Frage nach dem Zusammenwirken von Rasse, Ethnie und Nation untersuchen.
Zur Beschreibung und Analyse dieser komplexen realhistorischen und symbolischen Zusammenhänge kombiniert Hall Begrifflichkeiten verschiedener undogmatischer marxistischer Strömungen, wodurch die Ausführungen oft ein enormes Abstraktionsniveau erreichen – der Wert dieser diagnostischen Bemühungen zeigt sich in ihrer erstaunlichen prognostischen Treffsicherheit und Aktualität, die diese Texte noch 25 Jahre nach ihrer Entstehung haben. Damit wird Halls Ansatz zu einer der produktivsten Theorien vom Heute.

## Rasse – der gleitende Signifikant
Im Zentrum der ersten Vorlesung steht für Hall die Frage nach der Lebendigkeit des biologisch assoziierten Rasse-Paradigmas und seiner notwendigen Integration in eine auch das soziale Erbe von Kolonialismus und Sklaverei berücksichtigende Diskursanalyse, da der Biologismus noch lange nicht obsolet geworden sei.

### „Rasse“ verteilt Lebenschancen
Rasse sei „das Herzstück eines hierarchischen Systems, das Differenzen produziert“, ein „diskursives System zur Produktion von Andersheit“. Die Strukturierung von Gesellschaften mit rassischen Kriterien „habe materielle Effekte in Bezug darauf, wie Macht und Ressourcen verteilt werden, symbolische Effekte darauf, wie Gruppen im Verhältnis zueinander hierarchisiert werden, und psychische Effekte, die den Innenraum“ jedes Subjekts beeinflussen. Diese binären Differenzen (wir hier – dort die anderen) seien ein grundlegendes, „tief stehendes Abwehrsystem“, das auf Polarisierung und Spaltung abziele, um „jede Identität in dem ihr jeweils zugewiesenen Habitat zu fixieren.“ Dies erfordere eine permanente „diskursive Arbeit“, die die gleitenden Grenzen des unscharfen, wenn auch fatalen Rassediskurses befestige.
Die europäische Aufklärung habe relativ früh die Annahme einer doppelten Schöpfung (wir: die Menschen – die anderen: nur menschenähnliche Tiere) verworfen und Differenz „vernunftoptimiert“: Die Verteilung gesellschaftlicher Macht wurde nun durch den neuen Gegensatz von Kultur (wir) und Barbarei (die anderen) legitimiert.

### „Körper“ wird Zuschreibungsgrund bleiben
Der biologische Rassediskurs sei zwar durch die Forschung widerlegt (die genetische Varianz innerhalb von Menschengruppe ist größer als die zwischen „Rassen“ oder Ethnien), aber für die beteiligten Gruppen immer noch schicksalsbestimmend. Trotz der heute einleuchtenden Differenzerklärung durch die sozialhistorische Erbschaft einer Gruppe infolge von Kolonialismus, Sklaverei, Armut, Bildungs- und Machtdistanz etc. werden ausgewählte körperliche Unterschiede zu „Signifikanten der Differenz“ und mit bestimmten, Diskriminierung legitimierenden Bedeutungen aufgeladen.
„Unser aller Auge“ nimmt die offensichtlichen körperlichen Differenzen in Hautfarbe, Statur und Haarwuchs als Beleg für etwas Bedeutsames, als Beweis der Existenz von „Rassen“, und diese „Epidermisierung fixiert die ´Wahrheit´ rassischer Differenz mit ihrer körperlichen Einschreibung.“ Die biologische Spur im Rasse-Diskurs werde daher trotz gegenläufiger wissenschaftlicher Ergebnisse wegen ihrer Nützlichkeit für soziale Spaltungen nicht gänzlich verschwinden. Es reiche daher nicht, den biologischen Rasse-Ansatz zu vernachlässigen und zum sozialhistorischen als dem Einzigen überzugehen, wenn man die Lebendigkeit der biologischen Annahmen erklären wolle – auch die offensichtlichen körperlichen Unterschiede müssten im Begriff dieses Diskurses theoretisch integriert werden.

### „Rasse“ ist Diskurseffekt
Dieses sich fortwährend ändernde, „gleitende“ Zusammenspiel von körperlichen Merkmalen und alltäglicher Diskriminierung vor dem Hintergrund sozialhistorisch entstandener Benachteiligungen versteht Hall als „rassischen Diskurs“, der die „gesellschaftlichen Praktiken von Männern und Frauen in ihren alltäglichen Interaktionen miteinander organisier(-t) und regulier(-t)“. Die Körperbeschreibung „schwarz“ sei schon „eine wesentlich politisch und kulturell konstruierte Kategorie“, der schwarze Körper sei schon diskursiv überformter Körper, und diese Konstruktion sei, sich hier auf Ernesto Laclau berufend, zentral für die Konstitution von Hegemonie.
Dieser gesellschaftlich wirksame Diskurs sei so sehr auch in die Seelen der Anti-Rassisten eingesunken, dass Protagonisten des Widerstands die Wahrheit oder den Wert eines Kunstwerkes von der „richtigen“ Hautfarbe des Künstlers abhängig gemacht und damit den Rassismus nur auf den Kopf gestellt hätten: „das Paradigma bleibt paradoxerweise dasselbe.“

### Begriffe der Diskursanalyse
Hall sucht eine theoretische Lösung für das Problem der Entkernung bzw. Inhaltsleerung des Rassebegriffs durch die Biowissenschaften bei gleichzeitig unscharfer Weiterverwendung für alle Umstände, die scheinbar Diskriminierung rechtfertigen. Der von ihm verwendete linguistische Begriff des Signifikanten steht für eine rassische Markierung oder ein Abzeichen. Für den Aspekt der verschobenen und sich verschiebenden Bezugnahmen auf Körper und Rasse benutzt Hall auch den rhetorischen Begriff der Metonymie und den metaphorischen der Äquivalenzkette. „Rasse“ als Signifikant bewege sich in diskursiv gewollter, loser Kopplung zu den beiden anderen Zentralkategorien des Diskurses, der Ethnie und der Nation. Beide Beziehungen der "Rasse", die des Signifikanten zum Signifikat und die zu den anderen beiden Leitkonstrukten, fasst Hall in seinem Begriff des schwebenden bzw. gleitenden Signifikanten zusammen.

## Ethnizität und Differenz im globalen Zeitalter
In der zweiten Vorlesung untersucht er die „Rückkehr der Ethnizität“ und kulturellen Differenzen unter dem Einfluss der vieles vereinheitlichenden Globalisierung, die er aber auch als Ursache einer neuen und sehr vermischten, „hybridisierten“ kulturellen Vielfalt bewertet.
Im Unterschied zur ersten, mehr theoretischen Vorlesung untersucht Hall nun historisch-empirisch, „wie Identitäten durch die Verschiebung von Signifikanten im politischen Kampf konstruiert und mobilisiert“, aber ebenso auch in ein sich ausweitendes „fragmentierendes Feld von Antagonismen“ verwandelt werden können. Die Konstruktion und Dekonstruktion von Identitäten (Was macht uns aus, was gehört zu uns? Zu wem können wir werden?), sei, sich hier auf Jacques Derrida beziehend, ein zentraler Kampfplatz der Kulturpolitik.

### Kulturelle Differenz fundiert Identität
Unter „Ethnie“ versteht Hall eine bestimmte Art von Differenz bzw. Übereinstimmung (gemeinsame Sprachen, Traditionen, religiöse Überzeugungen, Sitten, Rituale, die einzelne Gruppen verbinden), unter die der Terminus der Rasse „möglicherweise theoretisch subsumiert werden sollte.“ Der Begriff der Ethnie, der stets in Gefahr sei, „die Kultur in Richtung der Natur abgleiten zu lassen“, sei in den USA in den 1960er und 1970er Jahren sehr umstritten gewesen, kehre aber jetzt (1994) mit den Einwanderungswellen aus Mittel- und Südamerika, der Karibik und aus Asien in einer positiven Neubewertung zurück.
In den USA sei der Schmelztiegelmythos an der Realität gescheitert. In Großbritannien mussten sich die erste Einwanderergeneration und ihre Nachkommen nach dem Zweiten Weltkrieg wegen des anhaltenden Rassismus zunächst vom „liberal-assimilationistischen Traum“ (Ihr gehört dazu, sofern Ihr so werdet wie wir), von der Hoffnung auf Gleichheit auf der Grundlage universaler Gleichartigkeit und vom gönnerhaften Multikulturalismus verabschieden, bevor in den 1960er und 1970er Jahren „kulturelle Differenz als positiver Fokussierung von Identität und Identifikation“ rekonfiguriert, Differenz affirmiert und zelebriert werden konnte.

### Spaltung von Minderheiten
Diese „Rückkehr der Ethnizität“ war eine diskursive Verschiebung, welche Identitäten sowohl konstruierte wie auch fragmentierte, voneinander abgrenzte. So wurden z. B. die Selbstbezeichnungen von Gruppen als „schwarz“ oder „schwarzbritisch“ oder „Afroamerikaner“ zeitweilig zu politischen Signifikanten, zu Abzeichen oder Bannern, die zunächst diskrete Identitäten miteinander verbanden. Aber die neue „Politik der kulturellen Differenz“ seit den 80er Jahren brach die „politische Einheitlichkeit von Schwarzen und anderen ethnischen Minderheitsgruppen“ auf, so weit, dass Ethnien sich sogar selbst sozial hierarchisch, taxonomisch anordneten und voneinander abgrenzten. Damit übernahmen sie eine rassische Konstruktion der sozialen Welt.

### Beitrag zur globalen Differenz
Ethnizität als Form kultureller Identität sei ursprünglich an Orte, Schauplätze oder Landschaften gelebter Traditionen, Rituale und Sprachen gebunden, die durch die Globalisierung und globalen Konsumerismus vernetzt und also auch entgrenzt würden. Hall widerspricht aber der These eines Trends zur globalen Homogenisierung, die „zum Zusammenbruch aller starken Identitäten“ führe: Er verweist auf neue Formen eines symbolischen Tribalismus, einer Vermarktung von Lokalität und der Entstehung zunehmend vermischter, hybridisierter Formen von Identität, wodurch „faktisch immer mehr ´Differenz´ in unserer Welt produziert und verhandelt“ werde. Diese parallele, komplexe Entwicklung bezeichnet er als „Rekonfiguration der Ethnizität unter Bedingungen der globalen Postmoderne“. Außerdem habe der Kapitalismus schon unter den Bedingungen der ursprünglichen Akkumulation und bis heute seine Erfolge immer auch durch die „Ausbeutung von Differenz“ zwischen den westlichen Zentralen und den postkolonialen Staaten in Südamerika, der Karibik, Afrika und Asien erreichen können – Differenz weiche also nicht per se der Homogenisierung. Zudem sei die Produktion neuer Ethnizität auch keineswegs eine bloße Rückkehr zur Rückwärtsgewandtheit, sondern auch, z. B. bei den Rastafaris, eine Politik des Widerstands.

## Nationen und Diaspora
In der dritten Vorlesung beschäftigt sich Hall mit der selektiven Konstruktion nationaler Kulturen, die der transnationale Kapitalismus mit den von ihm ausgelösten globalen Wanderungsbewegungen unterlaufe. Durch die Verlagerung von peripheren Ethnien in die Zentren gerate die westliche, „weiße“ Identität in eine tiefe Krise, was einerseits zu rassistischen und nationalistischen Abwehraktionen, andererseits zu neuen Kulturadaptionen der Angekommenen in ihren Diasporen, zu einer hybridisierten Ethnizität führe.

### Nationale Identität als permanenter Diskurs
Die Nationalstaaten des Westens haben ihre Gesellschaften sowohl sozial-historisch modernisiert als auch mit nationalen Kulturen umgeben – beide Seiten zusammen bilden eine nationale Identität als symbolische, als „imaginärer Gemeinschaft“, ein mythologisches Ganzes mehr oder weniger kohärenter Erzählungen. Eine überindividuelle, nationale Identität fungiere wie ein „Behältnis für gemeinsame Erfahrungen“ von kollektiven Katastrophen und Triumphen, wodurch die sich damit identifizierenden Subjekte auch an der Relevanz der Nation und ihrer „mythologischen Zeit“ teilhätten.
Eine nationale Kultur werde diskursiv konstruiert und ein Identitäts-Diskurs müsse dafür verschiedene Aufgaben lösen: Aus den vorhandenen differenten Elementen der Teilkulturen einer Gesellschaft (Zugehörigkeit zu verschiedenen Klassen, Ethnien, "Rassen", Geschlechtern) müssten diejenigen Einstellungen und Verhaltensweisen bis hin zur Genderformierung und Sexualität ausgewählt und verstärkt werden, die den hegemonialen Interessen am besten zuarbeiten. Andere aber müssen unterdrückt werden, sofern sie diese Ausrichtung stören. Und „die Unebenheiten einer turbulenten und umstrittenen Historie“ würden narrativ in eine sinnvolle und „zeitlose Kontinuität“ umgedeutet „und auf diese Weise (der) Triumph noch in der Katastrophe erblickt.“ Hall konkretisiert seinen Befund am Beispiel der im britischen Imperialismus des 19. Jh. allmählich vom Rassismus durchsetzten nationalen Kultur, am Beispiel von Americaness und Englishness sowie an den Weltkriegsschlachten an der Somme und um Dünkirchen sowie am Falklandkrieg.

### Globalisierung und Migration destabilisieren weiße Identitäten
Der westliche Nationalstaat als Entwicklungsform des Kapitalismus werde heute durch die von ihm geförderte Globalisierung paradoxerweise um seinen Einfluss gebracht und seine mit ihm verbundenen nationalen Kulturen geschwächt. Nationale Identitäten würden aufgelöst durch a) die Machtlosigkeit moderner Nationalstaaten, durch b) die Ströme des transnationalen Kapitals und c) vor allem durch weltweite Migrationsbewegungen. Diese würden eine „grundlegende Destabilisierung weißer Identitäten“ verursachen, ein „globales Phänomen von allerhöchster Bedeutung“.
Durch die Wanderungen berühren sich die Kulturen in neuen Kontaktzonen, in denen sich die Immigranten global in ihren Diasporen, also den Orten, zu denen hin sie sich zerstreut haben, auch mit den noch dominierenden Nationalkulturen auseinandersetzen müssen. In diesen Kontaktzonen entstehe eine neue kulturelle Vermischung bzw. Hybridisierung. Neue kulturelle Formen würden auch traditionelle, mehr oder weniger präsente kulturelle Spuren enthalten, eine „Mixtur von Identitäten“, ein „Gewebe von Differenzen“, das nie endgültig fixiert werden könne. Kulturelle Diasporaformationen werden dadurch politisch progressive Elemente, dass sie die feststehenden oder neu befestigten „Konturen von Rasse, ethnos und Nation durchkreuzen und aufbrechen.“ Aber diese kulturellen Vermischungen aktivieren ideologische Abwehraktionen zur Stabilisierung der in der weißen nationalen Identität gefundenen Balance.

### Rettungsversuche durch Rekonstruktion der nationalen Narrative
Diese Wanderungsbewegung „vom globalen Süden in den globalen Norden“, „von der Peripherie ins Zentrum“ hebele das empfindliche Gleichgewicht der Unterordnungen für alle Zeiten aus. Das führe konsequent zu einer „langsamen Auflösung dessen, was so lange für ´den Westen´ gestanden“ habe. Der drohende Zerfall nationaler Identitäten resultiere global in defensiver Restauration der sich abschließenden nationalistischen Absolutismen und im Zusammenschustern neuer weißer kultureller Identitäten zur Abwehr differenter Einflüsse. Dies zeige sich in der englischen Kritik an Europa, an der Wiederbelebung rassistischer Politik und Gewalt, im Aufleben aller Formen des Fundamentalismus und an den Wahlerfolgen nationalistischer Parteien in West- und Osteuropa – dort sogar mit Tendenzen zu ethnischen Säuberungen, weil eine ethnisch homogene Nation historisch nur nach ihrer faktischen Durchmischung und nach dem Zusammenbruch der Sowjetunion erzwungen werden konnte. Aber auch hier weist Hall darauf hin, dass Ethnizität und Nation gelegentlich auch progressive politische Rollen gespielt hätten.

## Rezeption
Andreas Eckert wertet in der Zeit-Online vom 26. September 2018 in seiner Rezension Stuart Hall als weithin führenden schwarzen public intelectual seiner Generation mit einer beeindruckenden Kompetenz auf dem Feld der Kultur- und Medienstudien. Seine Analysen seien aktueller denn je.
Susanne Billig lobt im Deutschlandfunk Kultur am 2. Oktober 2018 die überraschende Aktualität und beeindruckende Klarsicht, kritisiert aber die sich verschraubende linguistische und soziologische Fachsprache.
In der Süddeutschen Zeitung vom 16. November 2018 kritisiert auch Valentin Feneberg das behindernde „poststrukturalistische Gestrüpp“, welches das Vorankommen streckenweise erheblich erschwere, auch wenn die Anstrengung sich lohne.
In der taz vom 17./18. November 2018 bestätigt Christian Werthschulte, die Vorlesungen seien von „frappierender Aktualität“. Hall habe gewissermaßen den Brexit und Thilo Sarrazin vorhergesehen.

## Deutschsprachige Ausgaben
- Das verhängnisvolle Dreieck. Rasse, Ethnie, Nation, herausgegeben von Kobena Mercer; mit einem Vorwort von Henry Louis Gates, jr.; aus dem Englischen von Frank Lachmann, Suhrkamp, Berlin 2018, ISBN 978-3-518-58725-6.
- Das verhängnisvolle Dreieck. Rasse, Ethnie, Nation, Suhrkamp, Berlin 2024, ISBN 978-3-518-30010-7.